# Marie Moravcová
Marie Moravcová, znana także jako ciocia Moravcová (cz. teta Moravcová; ur. 25 sierpnia 1898 w Pradze, zm. 17 czerwca 1942 tamże) – czeska członkini ruchu oporu, która wraz z resztą swojej rodziny pomagała spadochroniarzom w zamachu na Reinharda Heydricha (kryptonim „Operacja Anthropoid”). Popełniła samobójstwo podczas aresztowania przez gestapo.

## Życiorys
Urodziła się 25 sierpnia 1898 w Pradze, w dzielnicy Žižkov, jako córka kupca Eduarda Krčila i jego żony Marie z domu Kulhánkovej. 27 stycznia 1918 wyszła za mąż za Aloisa Moravca.
Była pielęgniarką Czechosłowackiego Czerwonego Krzyża. W 1938 pomagała przesiedleńcom z granicy czechosłowackiej. Po zajęciu przez nazistów pozostałej części Czechosłowacji wstąpiła do ruchu oporu (wraz z Anną Šrámkovą, byłą przewodniczącą rozwiązanego Czerwonego Krzyża).

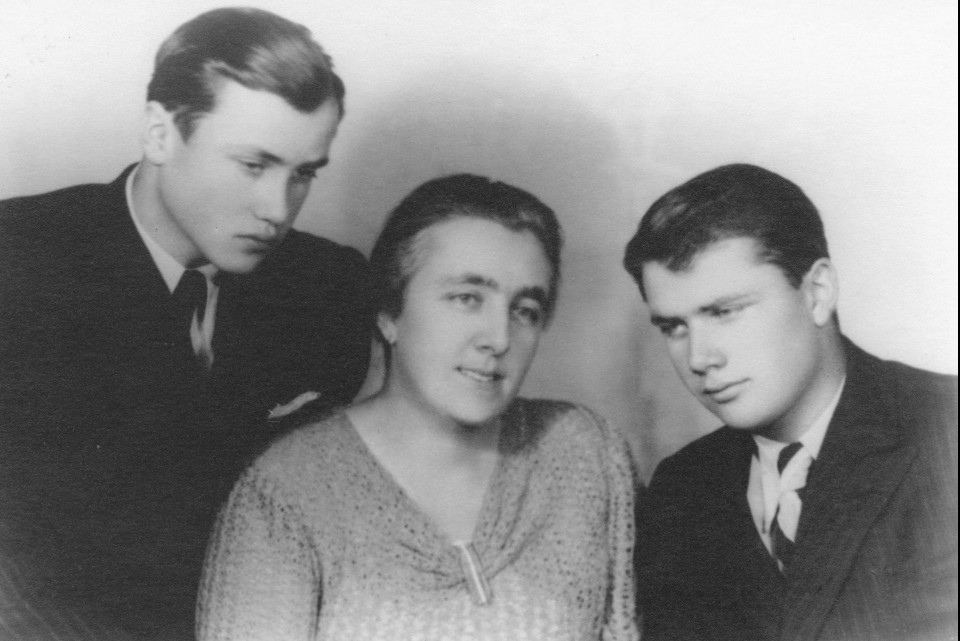
Marie Moravcová z synami Vlastimilem (po lewej) i Miroslavem (po prawej)

Starszy syn Aloisa i Marii, Miroslav, wyemigrował z kraju w 1939 roku i walczył w szeregach 310 czechosłowackiego dywizjonu myśliwskiego. Zginął w 1944 roku w katastrofie samolotu Spitfire LF Mk IX podczas awaryjnego lądowania tuż po starcie.
Razem z Janem Zelenką-Hajskim stworzyli zaplecze składające się z wielu mieszkań, w których mogli się ukryć spadochroniarze z grupy desantowej Out Distance. Samo mieszkanie Marii i Aloisa Moravców (ul. Biskupcova 1745/7, Praga 3) było punktem kontaktowym spadochroniarzy Józefa Gabčíka i Jana Kubiša organizujących antyniemiecki ruch oporu. W lutym 1942 kilkakrotnie pojawiał się tu również Josef Valčík, pośrednicząc w kontakcie między grupami Silver i Anthropoid, a od początku kwietnia sam również tu mieszkał. W mieszkaniu Moravców również czasowo ukrywali się  Arnošt Mikš, członek grupy desantowej Zinc, Karel Čurda i Adolf Opálka (członkowie grupy Out Distance). Moravcová opiekowała się spadochroniarzami, organizowała jedzenie, gotowała dla nich, prała. Stworzyła im prawdziwie domowe warunki i dlatego spadochroniarze nazywali ją „ciocią Marią”.
Jozef Gabčík i Jan Kubiš po zamachu na Reinharda Heydricha ukrywali się w domu Marii Moravcovej. Potem, aby nie narażać cywilów i nie doprowadzić do dekonspiracji członków ruchu oporu, przenieśli się do krypty prawosławnej cerkwi katedralnej Świętych Cyryla i Metodego w praskiej dzielnicy Nowe Miasto. Kryjówka u Moravców została wydana przez Karela Čurdę (spadochroniarza z grupy desantowej Out Distance). Jednak podczas próby aresztowania przez gestapo w nocy 16/17 czerwca 1942 Moravcová popełniła samobójstwo, połykając truciznę. Podobnie postąpił Jan Zelenka-Hajský. Gestapo brutalnie przesłuchiwało męża Marii i syna Vlastimila (pseud. „Aťa”), który był łącznikiem ruchu oporu. Vlastimil, brutalnie torturowany, załamał się w śledztwie i wyjawił miejsce pobytu zamachowców. Następnie Alois i Vlastimil zostali przewiezieni do obozu koncentracyjnego Mauthausen-Gusen i zamordowani 24 października 1942. Podobnie siostra Moravcovej Karolína Králová z mężem Františkiem, a także narzeczona Vlastimila Věra Löblova wraz z bratem Miroslavem i matką Ireną zostali wywiezieni i zamordowani w obozie w Mauthausen.

## Upamiętnienie

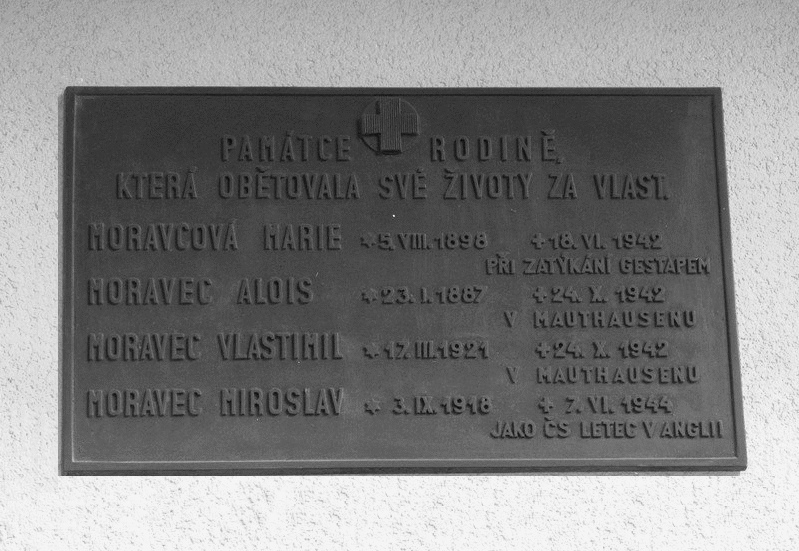
Tablica pamiątkowa umieszczona na domu, w którym mieszkali Moravcowie

Na ścianie domu, w którym mieszkali Moravcowie i w którym ukrywali zamachowców, umieszczono tablicę pamiątkową, o następującej treści:

Pamięci rodziny, która poświęciła życie za kraj
- Moravcová Marie * 5.VIII.1898 + 18.VI.1942 podczas aresztowania przez gestapo
- Moravec Alois * 23.I.1887 + 24.X.1942 w Mauthausen
- Moravec Vlastmili * 17.III.1921 + 24.X.1942 w Mauthausen
- Moravec Miroslav * 3.IX.1918 + 7.VI.1944 jako czechosłowacki pilot w Anglii

## Odniesienia w kulturze masowej
Zamach na Reinharda Heydricha jest tematem m.in. trzech filmów, w których pojawia się postać Marii Moravcovej:
- Operation Daybreak w reżyserii Lewisa Gilberta (1975), w którym w postać Marii wcieliła się Diana Coupland[10]
- Operacja Anthropoid w reżyserii Seana Ellisa (2016), w którym panią Moravcową zagrała Alena Mihulová[11]
- Kryptonim HHhH w reżyserii Cédrica Jimeneza (2017), w którym w roli Marii Moravcovej wystąpiła Céline Sallette[12]